# Richard Joseph Daley
Richard Joseph Daley (Chicago, 15 mei 1902 – aldaar, 20 december 1976) was een Amerikaans politicus van de Democratische Partij. Hij was de burgemeester van Chicago van 1955 tot 1976.
Daley kwam uit de Iers-Amerikaanse werkende klasse van de South Side. Hij werd de "boss" van de Democraten in Chicago en de patriarch van een politieke familie. Hij wordt beschouwd als de laatste politieke baas die een Amerikaanse grootstad domineerde. Als burgemeester behoedde hij Chicago van het verval dat andere steden in de Rust Belt ondergingen en Daley wordt door historici als een van Amerika's beste burgemeesters beschouwd. Zijn nalatenschap wordt gecompliceerd door kritieken op de "Chicago-style" machtspolitiek, op zijn omgang met de rellen na de moord op Martin Luther King Jr. en op de beruchte Democratische Partijconventie 1968 die in zijn stad werd gehouden. Binnen de Democratische Partij was Daley een invloedrijk figuur.
Zijn zoon Richard Michael Daley diende later ook als burgemeester van Chicago. Zijn andere zoon William Daley was minister van Economische Zaken onder president Bill Clinton van 1997 tot 2000 en later stafchef van het Witte Huis onder president Barack Obama van 2011 tot 2012.
- Bibliothèque nationale de France: cb120444788 (data)
- Gemeinsame Normdatei: 119301962
- International Standard Name Identifier: 0000 0001 2276 0893
- Library of Congress Control Number: n79069953
- MusicBrainz: 27758453-d783-4afb-899f-620b8c9a57a9
- National Archives and Records Administration: 10580985
- Bibliotheek van het Japanse parlement: 00620552
- Nationale bibliotheek van Australië: 35033086
- Nationale Bibliotheek van Israël: 987007271065005171
- Nationale Bibliotheek van Polen: a0000002162151
- Nederlandse Thesaurus van Auteursnamen: 075278901
- LIBRIS: 346157
- SNAC: w67w6pk4
- Système universitaire de documentation: 028653912
- Trove: 805694
- Virtual International Authority File: 7408682
- WorldCat: E39PBJrRhG3Vd6WKRQD3GQyGHC